# Taj-tó
A Taj (Tai) vagy Tajhu (Taihu) tó (太湖, pinjin hangsúlyjelekkel: Tài Hú) magyarul Nagy-tó Kelet-Kína jelentős tava a Jangce folyó torkolatvidékén  Sanghaj (Shanghai) közelében, Csiangszu (Jiangsu) tartományban. A tó déli partja alkotja a határvonalat Csöcsiang (Zhèjiāng) tartománnyal. 2250 km² felületével Kína harmadik legnagyobb édesvízi tava a Pojang-tó (Poyang-tó) és a Tungting-tó (Dongting-tó) után. A tóban, a néhány méteres zátonyokat nem számítva, 48 kisebb-nagyobb sziget található.
A Taj (Tai)-tóból számos folyó ered, a legnagyobb a Szucsou-folyó (Suzhou-folyó). A tóhoz csatlakozik a híres Nagy-csatorna. Az utóbbi években a tavat komoly környezetvédelmi kockázatok fenyegették a környék gyors ipari fejlődése miatt.

## Kialakulása
A tó hozzávetőlegesen kör alakú medrét egy meteor becsapódása alakította ki több mint 70 millió évvel ezelőtt, a devon korban, amint azt a geológiai kutatások kimutatták. A becsapódási kráter sokáig száraz maradt, majd a holocénban elárasztotta a Kelet-kínai-tenger. Később a Jangce és a Csiantang-folyó (Qiantang-folyó) növekvő deltái elzárták a tengertől és édesvizű tóvá vált.

## Látnivalók
A tó híres egyedi mészkő-formációiról, amik dekorációs anyagként sok évszázada nagy népszerűségnek örvendenek a kínai kertépítészetben, amint az a közeli Szucsou (Suzhou) világörökségi kertjeiben is megfigyelhető. Már a Vízparti történetben is szerepel, hogy a császár innen szállíttatta a köveket a fővárosba parkjának díszítésére.
A legszebbnek tartott látkép a Vuhszi (Wuxi) város közelében lévő magas parton épült pagodából nyílik a tóra. Egy másik panorámát a híres 11. századi költő, Szu Si (Su Shi) örökített meg halhatatlan versében.
A tó három szigete Szansan (Sanshan) néven geológiai természetvédelmi terület a jellegzetes mészkősziklák védelmében. Itt a középkorban sokáig kalózok menedékhelye volt. A Teknősbékafej-félsziget nevét alakjáról kapta, amit még a tenger hullámai formáltak ki a tó életének korábbi szakaszában. A legnagyobb sziget a Nyugati-sziget 62,5 km² területtel. Legmagasabb csúcsa 337 méter. Oldalában található a Sárkány-barlang. Erről a szigetről bányásztak a legtöbb taj-tavi követ.
A tó partján épült a Szucsou óriáskerék 2009-ben.

## Környezetszennyezés

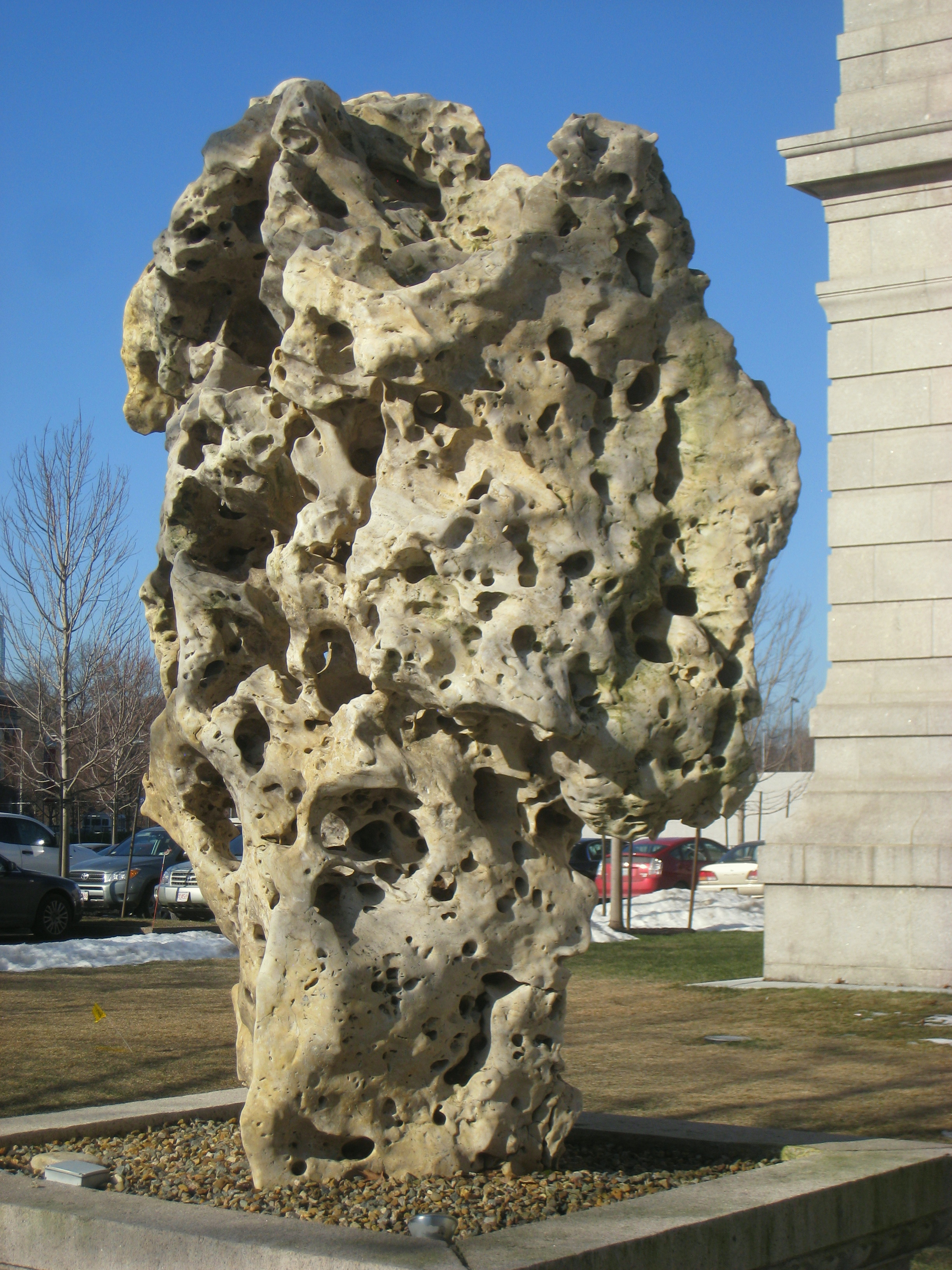
A Taj-tóból származó kő egy bostoni múzeumban

A tó szennyezése évtizedek óta súlyos gondot jelent. Az 1980-as és 1990-es években számos új gyár épült a parton és a lakosság megháromszorozódott. 1993-ban egyedül 1 milliárd tonna szennyvíz, 450 ezer tonna szemét, 880 ezer tonna állati hulladék jutott a sekély tó vizébe. A központi kormány kampányt indított a szennyeződés megállítására, és 1999 újévén 128 gyárat bezártak, mert nem teljesítették határidőre az új előírásokat. Ezután a helyzet javulásnak indult, de 2004-ben még távolról sem volt kielégítő.

## Gazdaság
A tó hagyományosan fontos halászterület, ma is kis halász-csónakok tömegei lepik el időnként. A parti településeken hagyományos porcelángyártó üzemek vannak.

## Fordítás
Ez a szócikk részben vagy egészben  a   Lake Tai című angol Wikipédia-szócikk ezen változatának fordításán alapul.  Az eredeti cikk szerkesztőit annak laptörténete sorolja fel. Ez a jelzés csupán a megfogalmazás eredetét és a szerzői jogokat jelzi, nem szolgál a cikkben szereplő információk forrásmegjelöléseként.